# Südkoreanische Rugby-Union-Nationalmannschaft
Die südkoreanische Rugby-Union-Nationalmannschaft (koreanisch 대한민국 럭비 유니언 국가대표팀, Daehan Min'guk Reogbi Yunieon Gukga Daepyo Tim), von World Rugby als Korea geführt, ist die Nationalmannschaft Südkoreas in der Sportart Rugby Union und repräsentiert das Land bei allen Länderspielen (Test Matches) der Männer. Die Mannschaft trägt den Spitznamen „Mugunghwas“, nach dem Straucheibisch (Hibiscus syriacus), der Nationalblume des asiatischen Landes. Die organisatorische Verantwortung trägt der 1946 gegründete Verband Korea Rugby Union (KRU). Südkorea wird vom Weltverband World Rugby in die dritte Stärkeklasse (third tier) eingeteilt und gilt, zusammen mit Hongkong, traditionellerweise als eine der stärksten Nationalmannschaften Asiens nach Japan.
Der Rugby-Union-Sport in Südkorea geht auf die japanische Besetzung Koreas zurück und ist seitdem stark von der früheren Kolonialmacht beeinflusst worden. 1969 bestritt Südkorea im Rahmen der ersten Asienmeisterschaft sein erstes Test Match gegen Taiwan. Die Mannschaft errang bisher fünf Titel bei Asienmeisterschaften und klassierte sich 17-mal auf dem zweiten sowie neunmal auf den dritten Platz. Ihr gelang es noch nicht, sich für eine Weltmeisterschaft zu qualifizieren. Traditionell spielt Südkorea in dunkelblauen Trikots mit roten Farbakzenten, weißen Hosen und dunkelblauen Socken – also in den Farben der Flagge Südkoreas.

## Organisation
Verantwortlich für die Organisation von Rugby Union in Südkorea ist die Korea Rugby Union (KRU). Der Verband wurde 1946 gegründet und 1988 Vollmitglied des International Rugby Football Board (IRFB; heute World Rugby). Die KRU ist außerdem Gründungsmitglied der seit 1968 bestehenden Asian Rugby Football Union (ARFU; heute Asia Rugby).
Die höchste Rugby-Union-Liga in Südkorea ist die 2003 gegründete Korea Super Rugby League mit vier Mannschaften. Ein Großteil der für die Nationalmannschaft antretenden Spieler speist sich aus dieser Liga, weitere Spieler sind vor allem in Japan als Profisportler tätig.
Neben der eigentlichen Nationalmannschaft ruft die KRU weitere Auswahlmannschaften zusammen. Wie andere Rugbynationen verfügt Südkorea über eine U-20-Nationalmannschaft, die an den entsprechenden Weltmeisterschaften teilnimmt. Hinzu kommt die Siebener-Rugby-Nationalmannschaft. Kinder und Jugendliche werden bereits in der Schule an den Rugbysport herangeführt und je nach Interesse und Talent beginnt dann die Ausbildung.
Das zur selben Halbinsel wie Südkorea gehörende Nordkorea verfügt über keine eigene Nationalmannschaft und ist auch kein Mitglied des Weltverbandes World Rugby. World Rugby führt Südkorea unter der offiziellen Bezeichnung Korea als Vertretung für die gesamte Koreanische Halbinsel.

## Geschichte

### Einführung und Verbreitung von Rugby
Es ist unbekannt, wann Rugby erstmals in Korea gespielt wurde. Mitte des 19. Jahrhunderts spielten europäische Matrosen die ersten Rugbyspiele in nordostasiatischen Hafenstädten wie Shanghai und Yokohama in den Nachbarländern China und Japan. Es ist jedoch unbekannt, wann dies in Südkorea seinen Anfang nahm. 1905 wurde Korea von Japan besetzt und 1910 annektiert. Japan war in dieser Zeit die führende Rugbynation Asiens und das Rugby wurde vermutlich danach von Japanern nach Korea gebracht. Seitdem pflegt Südkorea eine Rugbyrivalität mit Japan. Nach dem Zweiten Weltkrieg, und später nach dem Koreakrieg, verstärkte die Anzahl vieler Soldaten aus dem Commonwealth die Präsenz des Sports. Seitdem wird Rugby in Südkorea vor allem bei den Streitkräften gespielt. 1946 erfolgte die Gründung des Verbandes Korea Rugby Union (KRU).
Das südkoreanische Rugby erfuhr jedoch auch eine zweite Stütze. Das starke Wirtschaftswachstum seit den 1960er Jahren führte zu einer engen Zusammenarbeit zwischen japanischen und südkoreanischen Unternehmen, was die Rugbyvorherrschaft der Streitkräfte beendete. 1968 war Südkorea eines der Gründungsmitglieder der Asian Rugby Football Union (ARFU; heute Asia Rugby); die anderen waren Hongkong, Malaysia, Singapur, Sri Lanka und Thailand. Im März 1969 nahmen die Südkoreaner an der ersten Asienmeisterschaft in Japan teil, dort resultierten jedoch drei Niederlagen gegen Taiwan, Hongkong und Japan, während die Begegnung gegen Thailand aufgrund starker Schneefälle abgesagt werden musste. Ein Jahr später gewann die Mannschaft das Play-off um den fünften Platz gegen Ceylon.

### Erste Asienmeisterschaften
In den 1970er Jahren spielte Südkorea gegen die meisten asiatischen Nachbarländer mit einer Rugbytradition, darunter Hongkong, Japan, Taiwan, Thailand, Malaysia, Sri Lanka und Singapur. Dabei erzielte Südkorea gemischte Resultate und beendete die Asienmeisterschaft 1972 abermals auf dem fünften Platz, diesmal deklassierte es jedoch Sri Lanka im Play-off. Ab 1974 ging es mit der Mannschaft bergauf und sie erreichte erstmals den dritten Platz, nachdem im Play-off gegen Malaysia ein deutlicher Sieg gelang. Ein Jahr später erreichten die Südkoreaner den zweiten Platz hinter Japan. 1978 und 1980 erreichten sie jeweils das Finale, unterlagen aber Japan.
In den 1980er Jahren schloss Südkorea leistungsmäßig zu Japan auf und zog an Hongkong vorbei. 1982 gelang dem Team schließlich der Durchbruch, als im Finale ein knapper Sieg über Japan gelang. Im vierten aufeinanderfolgenden Finale zwischen Japan und Südkorea stand es nach dem Ende der regulären Spielzeit 9:9 unentschieden. In der Nachspielzeit erzielte der südkoreanische Verbinder Moon Yuang-chan die entscheidenden drei Punkte per Dropgoal zum 12:9-Endstand und sicherte Südkorea den ersten Asienmeistertitel. 1984 musste es sich mit dem zweiten Platz hinter Japan begnügen, während 1986, 1988 und 1990 drei aufeinanderfolgende Finalsiege über Japan gelangen. Damit etablierte sich Südkorea neben Japan und Hongkong als eine der führenden Rugbynationen Asiens. Der Sport war damals vor allem unter Militärangehörigen fest etabliert, was sich auch in der heimischen Rugbyliga zeigte: Nur eines der 14 Teams in der Liga war ein Firmenteam. Die Koreaner zogen vor allem Vorteil aus ihrer größeren und kräftigeren Körperbau gegenüber den meisten anderen asiatischen Teams sowie dem Drill bei vielen Militärklubs. Zu den nennenswerten Spielern dieser Zeit gehörten Lee Ken-yok, Kapitän Kim Yeon-ki und der Spielmacher Sung Hae-kyoung.
Im Jahr 1985 beschloss der International Rugby Football Board (IRFB; heute World Rugby), der damals noch sehr exklusiv war und nur acht Mitglieder zählte, die Einführung der Weltmeisterschaft. Für die erste Austragung 1987 vergab der IRFB neun Startplätze durch Einladungen, wobei Südkorea unberücksichtigt blieb. Südkorea schlug vor, Rugby Union wieder zu einer olympischen Sportart zu machen, als es Gastgeber der Olympischen Sommerspiele 1988 in Seoul war. Roh Tae-woo, der damalige Präsident Südkoreas und frühere Rugbyspieler, unterstützte diese Idee. Der Vorschlag wurde denkbar knapp abgelehnt. Im selben Jahr wurde Südkorea Mitglied des IRFB und nahm an der Qualifikation zur Weltmeisterschaft 1991 teil, erlitt jedoch drei Niederlagen gegen Westsamoa, Japan und Tonga.
Ab den 1990er Jahren entwickelte sich Japan zum unüberwindbaren Gegner in den Asienmeisterschaften und damit gleichzeitig im Rennen um die Weltmeisterschaftsqualifikationen. 1992 fiel der Gastgeber in Seoul gar gegenüber Hongkong zurück und erreichte nur das Spiel um Platz drei, das man gegen Taiwan gewann. Bei der Asienmeisterschaft 1994, die gleichzeitig Teil der Qualifikation zur Weltmeisterschaft 1995 war, erreichte Südkorea das Finale, unterlag dort jedoch Japan, das sich für die Endrunde in Südafrika qualifizierte.
Bei den Turnieren der Jahre 1996, 1998 und 2000 platzierte sich Südkorea jeweils auf dem zweiten Platz hinter Japan. Das Turnier 1998 zählte als Qualifikation zur Weltmeisterschaft 1999 und die Südkoreaner erreichten als Zweitplatzierte die Barrage, in der sie auf die Niederlande trafen und sich mit einem Gesamtergebnis von 108:45 durchsetzten, wonach sie auf Tonga trafen. Südkorea unterlag jedoch mit einem Gesamtergebnis von 41:140. Dagegen gewannen die Südkoreaner jeweils vor den Japanern die Goldmedaille bei den Rugbyturnieren der Asienspiele 1998 in Bangkok und 2002 in Busan.

### Im neuen Millennium

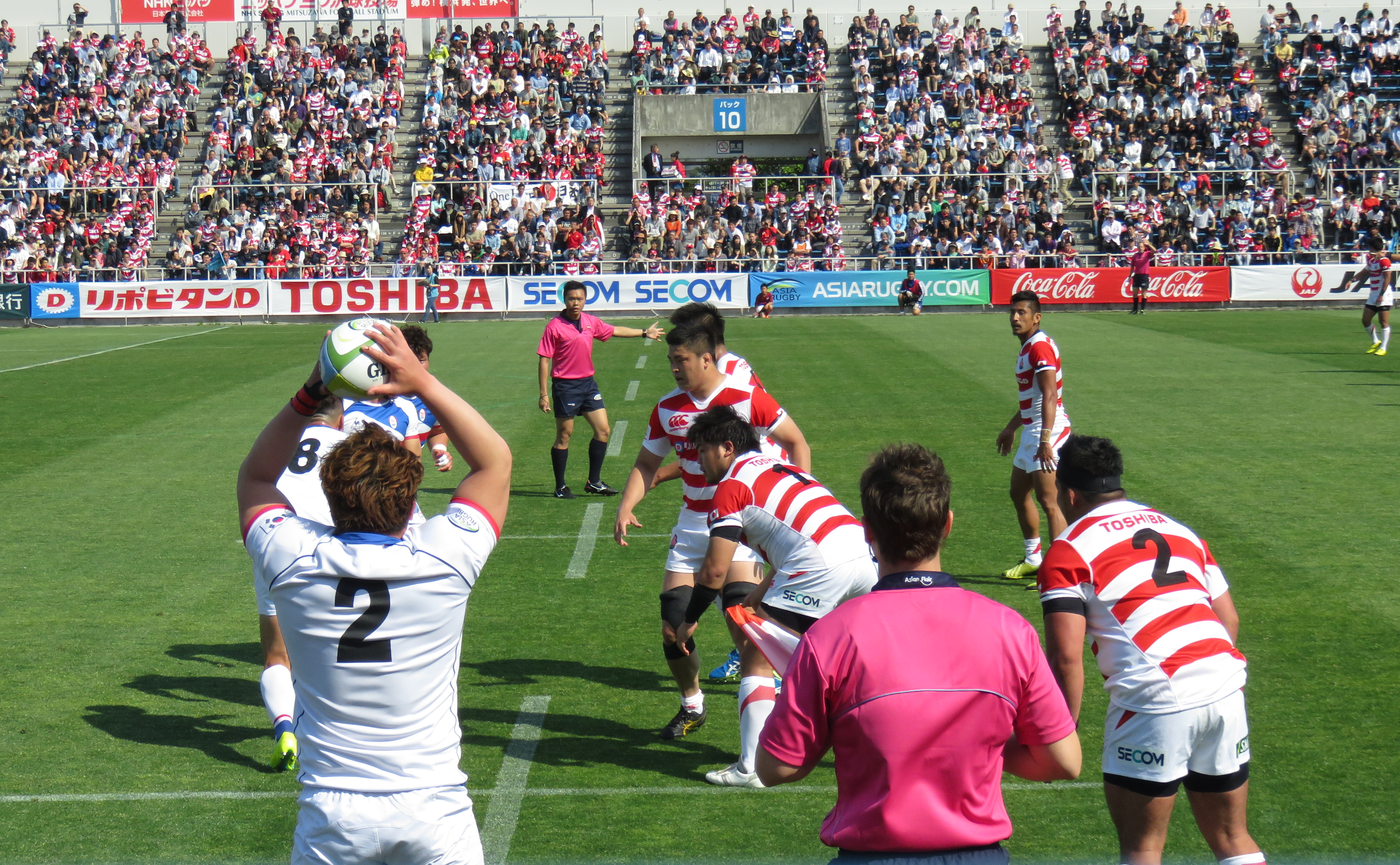
Japan gegen Südkorea bei der Asienmeisterschaft 2016

Im Jahr 2002 erreichte Südkorea in der Qualifikation zur Weltmeisterschaft 2003 nach zwei Niederlagen gegen Japan sowie zwei Siegen über Taiwan abermals die Barrage, unterlag Tonga jedoch diesmal mit einem Gesamtergebnis von 0:194. In der darauf folgenden Asienmeisterschaft gewann es nach relativ deutlichen Siegen über Taiwan und Hongkong sowie einem knappen Erfolg gegen Japan den insgesamt fünften Asientitel. Obschon sich Südkorea mit diesen Erfolgen gegen den japanischen Konkurrenten erstmals an der Spitze des asiatischen Rugby etabliert hatte, war der Spielbetrieb im Land im Vergleich zum Nachbarn immer noch sehr klein. Die KRU verfügte über nur drei Firmenklubs gegenüber den 300 der Japan Rugby Football Union (JPRU) und 1.000 lizenzierten Spielern gegenüber den 120.000 in Japan. Nachdem die Korea Electric Power Corporation ankündigte, ihr Rugbyteam aufzulösen, kündigte der koreanische Verband an, die Unternehmens- und Universitätsmeisterschaften zu einer Liga zusammenzulegen und die Korea Rugby League (KRL; jetzt Korea Super Rugby League, KSRL) zu gründen. Im Gründungsjahr nahmen sieben Mannschaften an der Liga teil.
In der Asienmeisterschaft 2004 erreichte die Mannschaft nach einem deutlichen Sieg über Taiwan das Finale, unterlag dort jedoch Japan ebenso deutlich. Die Asienmeisterschaft 2006/07 diente als Kontinentalqualifikation zur WM 2007 und die Südkoreaner erreichten nach einem Sieg über Hongkong und einer Niederlage gegen Japan die Barrage, unterlagen dort jedoch abermals Tonga mit 3:85. Im selben Jahr führte die japanische Top League Quoten für asiatische Spieler ein und viele koreanische Spieler wechselten daraufhin in diese Liga. Dies hatte einen direkten Einfluss auf die koreanische Liga, die ihre Anzahl Teams auf sechs reduzieren musste. Ein Jahr später schloss sich die Korea Rugby League mit der National Spring League zur Korea Spring League zusammen, an der fünf Teams teilnahmen.
Ab 2008 wurde die Asienmeisterschaft jährlich in der als „Top 5“ bezeichneten ersten Division zwischen fünf Mannschaften und mit jeweils einem Auf- und Absteiger ausgetragen. Sie hieß von da an vorübergehend Asian Five Nations. In der ersten Austragung erlitt Südkorea eine Auftaktniederlage gegen Japan, woraufhin Siege über die Debütanten Kasachstan und Arabien sowie Hongkong gelangen. In der Asian Five Nations 2009 unterlag Südkorea neben Japan auch Kasachstan und erreichte nur den dritten Platz. Die Asian Five Nations 2010 gehörten zur Qualifikation für die WM 2011, Südkorea stieg jedoch nach vier Niederlagen gegen Hongkong, Japan, Arabien und Kasachstan in die Division 1 ab. Ein Jahr später gelang der Mannschaft nach deutlichen Siegen über die Philippinen im Halbfinale und Singapur im Finale der direkte Wiederaufstieg. Daraufhin erreichten sie 2012 und 2013 jeweils den zweiten Platz hinter Japan. Ein Jahr später war das Turnier Teil der Qualifikation für die WM 2015, Südkorea bezwang jedoch nur Sri Lanka und die Philippinen, während es Japan und Hongkong unterlag und damit das Play-off verpasste.
2015 kündigte Samsung Heavy Industries an, aus finanziellen Gründen seinen Rugbyklub aufzulösen. Dort waren die meisten Nationalspieler Südkoreas als Profispieler aktiv. Dies hatte einen direkten Einfluss auf die Leistungen der Nationalmannschaft. Im selben Jahr nahm die Asienmeisterschaft die Bezeichnung Asia Rugby Championship an. Südkorea erreichte bei diesem sowie den beiden darauf folgenden Turnieren 2016 und 2017 jeweils nur den dritten Platz hinter Japan und Hongkong. Im November 2016 konnte die südkoreanische Mannschaft einen 38:36-Erfolg über Chile verbuchen. Die Asienmeisterschaften der Jahre 2018 und 2019 dienten gleichzeitig als Qualifikation für die WM 2019. Da die Japaner als Gastgeber bereits einen Startplatz sicher hatten, verzichteten sie auf die Teilnahme. Südkorea musste sich jedoch jeweils mit dem zweiten Platz hinter Hongkong zufriedengeben und versäumte damit die Play-offs.
Aufgrund der Reisebeschränkungen während der COVID-19-Pandemie konnte die südkoreanische Nationalmannschaft in den Jahren 2020 und 2021 kein einziges Spiel bestreiten. 2021 wurde Choi Yoon neuer Präsident des koreanischen Verbandes und die Rugbyliga erhielt ihren heutigen Namen Korea Super Rugby League. Da die Asienmeisterschaften der Jahre 2022 und 2023 zur Qualifikation für die WM 2023 gehörten, nahm Japan aufgrund seiner automatischen Qualifikation nicht daran teil, Südkorea platzierte sich jedoch wieder jeweils hinter Hongkong. Ebenfalls 2023 wurden erstmals Profiverträge abgeschlossen und, nachdem die japanische Liga die Quoten für asiatische Spieler wieder abgeschafft hatte, kehrten viele koreanische Nationalspieler in die heimische Liga zurück. Zudem suchte der koreanische Verband die Unterstützung der Regierung zur Gründung weiterer Unternehmensvereine, um die heimische Liga auf eine solide Basis zu stellen und den Spielerpool für die Nationalmannschaft zu erweitern. Bei der Asienmeisterschaft 2024 belegte Südkorea nach einem deutlichen Sieg über Malaysia, einer überraschenden knappen Niederlage gegen die Vereinigten Arabischen Emirate und einer deutlichen Niederlage gegen Hongkong nur den dritten Platz. Die Asia Rugby Championship 2023 war Teil der Qualifikation zur Rugby-Union-Weltmeisterschaft 2027, den Koreanern gelang jedoch nur ein Sieg über Sri Lanka, bevor sie den Vereinigten Arabischen Emiraten unterlagen und von Hongkong deklassiert wurden, womit sie die Play-offs versäumten.

## Trikot und Logo

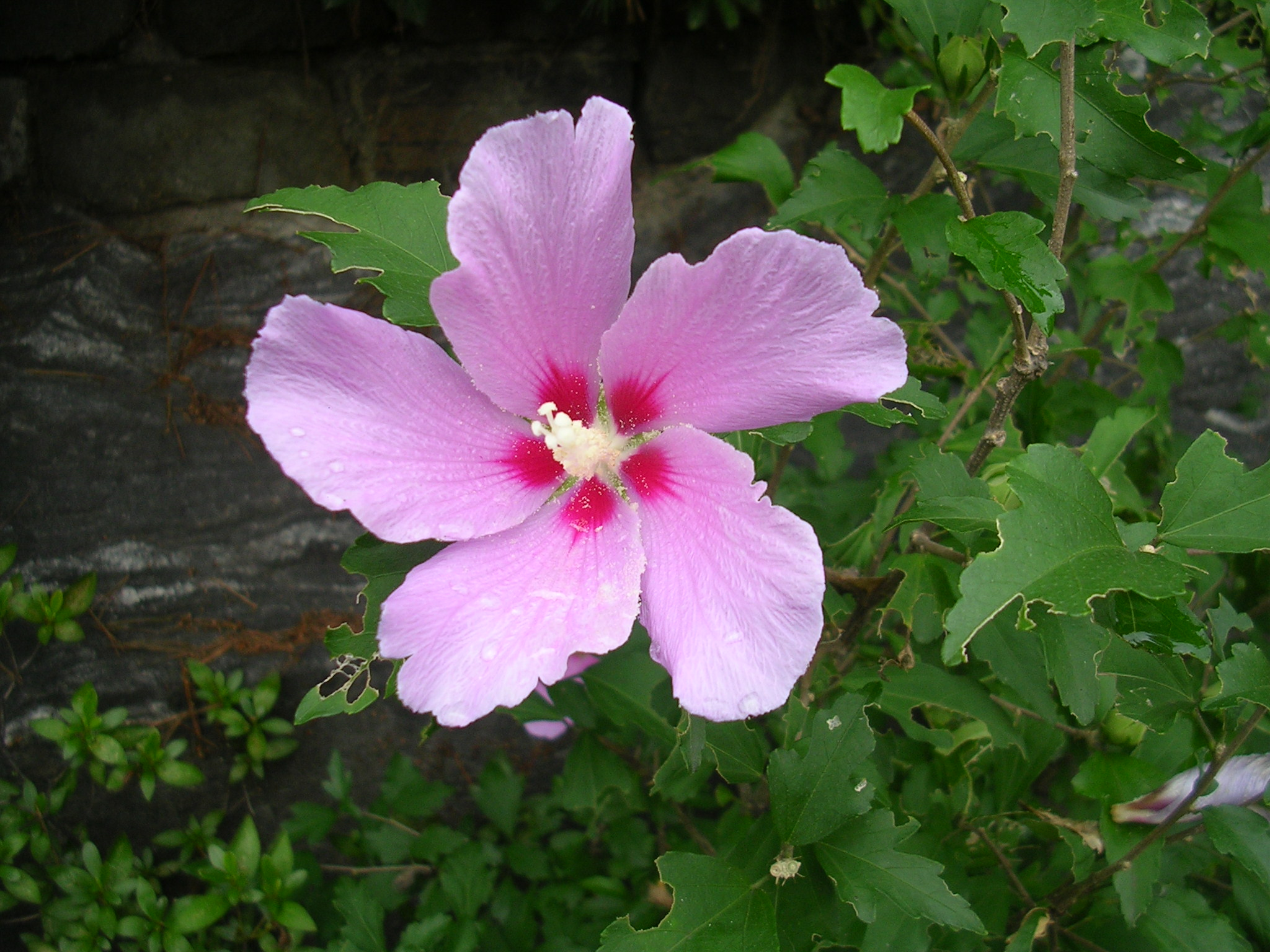
Der Straucheibisch, Emblem der südkoreanischen Nationalmannschaft

Südkorea spielt traditionell in dunkelblauen Trikots mit roten Farbakzenten, weißen Hosen und dunkelblauen Socken, nach den Farben der Flagge Südkoreas. Das Auswärtstrikot ist weiß mit dunkelblauen Farbakzenten, dunkelblauen Hosen und dunkelblauen Socken.
Aktueller Trikotausrüster der südkoreanischen Nationalmannschaft ist der südkoreanische Sportartikelhersteller Pro-Specs und Trikotsponsor ist das südkoreanische Finanzunternehmen OK Financial Group. Auf den Trikots erscheint das Verbandslogo auf der rechten Seite, das Ausrüsterlogo links und das Sponsorenlogo in der Mitte.
Das Logo der Korea Rugby Union zeigt einen stilisierten Straucheibisch (Hibiscus syriacus, auch „Rose von Scharon“ genannt) in rosa mit dem Schriftzug Korea Rugby in Englisch. Der Spitzname der Nationalmannschaft lautet dementsprechend Mugunghwas (Hangul: 무궁화, Hanja: 無窮花), übersetzbar mit „die unvergängliche Blume“.

## Stadion
Das Heimstadion für Länderspiele der südkoreanischen Nationalmannschaft ist das Namdong-Rugby-Stadion in der Stadt Incheon nahe der Hauptstadt Seoul mit einer Kapazität von 4.968 Zuschauern. Es ist Eigentum der Stadt Incheon, die es dem Rugbyverband zur Benutzung zur Verfügung stellt. Hier werden fast alle Heimspiele der Nationalmannschaft, der Profimannschaft Hyundai Glovis, die meisten Spiele der Meisterschaft sowie andere Rugbyveranstaltungen durchgeführt. Zweiter Hauptnutzer ist der Frauenfußballverein Incheon Hyundai Steel Red Angels.

## Test Matches
Südkorea hat 92 seiner bisher 165 Test Matches gewonnen, was einer Gewinnquote von 55,76 % entspricht. Die Statistik der Test Matches Südkoreas gegen alle Nationen, alphabetisch geordnet, ist wie folgt (Stand Ende März 2023):
| Land                         | Spiele | Gewonnen | Unent- schieden | Verloren | % Siege |
| ---------------------------- | ------ | -------- | --------------- | -------- | ------- |
| Arabien                      | 3      | 2        | 0               | 1        | 66,67   |
| Australien                   | 1      | 0        | 0               | 1        | 0,00    |
| Chile                        | 2      | 1        | 0               | 1        | 50,00   |
| Hongkong                     | 40     | 14       | 0               | 26       | 35,00   |
| Japan                        | 36     | 9        | 1               | 26       | 25,00   |
| Kasachstan                   | 5      | 3        | 0               | 3        | 60,00   |
| Malaysia                     | 14     | 14       | 0               | 0        | 100,00  |
| Niederlande                  | 2      | 1        | 0               | 1        | 50,00   |
| Philippinen                  | 3      | 3        | 0               | 1        | 100,00  |
| Samoa                        | 1      | 0        | 0               | 1        | 0,00    |
| Simbabwe                     | 1      | 0        | 0               | 1        | 0,00    |
| Singapur                     | 8      | 7        | 0               | 1        | 87,50   |
| Sri Lanka                    | 11     | 10       | 0               | 1        | 90,90   |
| Taiwan                       | 15     | 14       | 0               | 1        | 93,33   |
| Thailand                     | 11     | 9        | 1               | 1        | 81,81   |
| Tonga                        | 6      | 0        | 0               | 6        | 0,00    |
| Vereinigte Arabische Emirate | 5      | 3        | 0               | 2        | 60,00   |
| VR China                     | 2      | 2        | 0               | 0        | 100,00  |
| Gesamt                       | 165    | 92       | 2               | 71       | 55,76   |

## Erfolge

### Weltmeisterschaften
Südkorea konnte sich noch nicht für eine Weltmeisterschaft qualifizieren.
| Jahr | Resultat                                     | Spiele                                       | Siege                                        | Unent.                                       | Ndlg.                                        | +/-                                          | Punkte                                       |
| ---- | -------------------------------------------- | -------------------------------------------- | -------------------------------------------- | -------------------------------------------- | -------------------------------------------- | -------------------------------------------- | -------------------------------------------- |
| 1987 | nicht eingeladen                             | nicht eingeladen                             | nicht eingeladen                             | nicht eingeladen                             | nicht eingeladen                             | nicht eingeladen                             | nicht eingeladen                             |
| 1991 | nicht qualifiziert (Asien und Ozeanien)      | nicht qualifiziert (Asien und Ozeanien)      | nicht qualifiziert (Asien und Ozeanien)      | nicht qualifiziert (Asien und Ozeanien)      | nicht qualifiziert (Asien und Ozeanien)      | nicht qualifiziert (Asien und Ozeanien)      | nicht qualifiziert (Asien und Ozeanien)      |
| 1995 | nicht qualifiziert (Asien)                   | nicht qualifiziert (Asien)                   | nicht qualifiziert (Asien)                   | nicht qualifiziert (Asien)                   | nicht qualifiziert (Asien)                   | nicht qualifiziert (Asien)                   | nicht qualifiziert (Asien)                   |
| 1999 | nicht qualifiziert (Barrage-Runde)           | nicht qualifiziert (Barrage-Runde)           | nicht qualifiziert (Barrage-Runde)           | nicht qualifiziert (Barrage-Runde)           | nicht qualifiziert (Barrage-Runde)           | nicht qualifiziert (Barrage-Runde)           | nicht qualifiziert (Barrage-Runde)           |
| 2003 | nicht qualifiziert (Barrage-Runde)           | nicht qualifiziert (Barrage-Runde)           | nicht qualifiziert (Barrage-Runde)           | nicht qualifiziert (Barrage-Runde)           | nicht qualifiziert (Barrage-Runde)           | nicht qualifiziert (Barrage-Runde)           | nicht qualifiziert (Barrage-Runde)           |
| 2007 | nicht qualifiziert (Barrage-Runde)           | nicht qualifiziert (Barrage-Runde)           | nicht qualifiziert (Barrage-Runde)           | nicht qualifiziert (Barrage-Runde)           | nicht qualifiziert (Barrage-Runde)           | nicht qualifiziert (Barrage-Runde)           | nicht qualifiziert (Barrage-Runde)           |
| 2011 | nicht qualifiziert (3. Qualifikationsrunde)  | nicht qualifiziert (3. Qualifikationsrunde)  | nicht qualifiziert (3. Qualifikationsrunde)  | nicht qualifiziert (3. Qualifikationsrunde)  | nicht qualifiziert (3. Qualifikationsrunde)  | nicht qualifiziert (3. Qualifikationsrunde)  | nicht qualifiziert (3. Qualifikationsrunde)  |
| 2015 | nicht qualifiziert (Asian Five Nations 2014) | nicht qualifiziert (Asian Five Nations 2014) | nicht qualifiziert (Asian Five Nations 2014) | nicht qualifiziert (Asian Five Nations 2014) | nicht qualifiziert (Asian Five Nations 2014) | nicht qualifiziert (Asian Five Nations 2014) | nicht qualifiziert (Asian Five Nations 2014) |
| 2019 | nicht qualifiziert (Asian Five Nations 2018) | nicht qualifiziert (Asian Five Nations 2018) | nicht qualifiziert (Asian Five Nations 2018) | nicht qualifiziert (Asian Five Nations 2018) | nicht qualifiziert (Asian Five Nations 2018) | nicht qualifiziert (Asian Five Nations 2018) | nicht qualifiziert (Asian Five Nations 2018) |
| 2023 | nicht qualifiziert (Asien)                   | nicht qualifiziert (Asien)                   | nicht qualifiziert (Asien)                   | nicht qualifiziert (Asien)                   | nicht qualifiziert (Asien)                   | nicht qualifiziert (Asien)                   | nicht qualifiziert (Asien)                   |
| 2027 | nicht qualifiziert (Dritte Phase)            | nicht qualifiziert (Dritte Phase)            | nicht qualifiziert (Dritte Phase)            | nicht qualifiziert (Dritte Phase)            | nicht qualifiziert (Dritte Phase)            | nicht qualifiziert (Dritte Phase)            | nicht qualifiziert (Dritte Phase)            |
| 2031 | noch ausstehend                              | noch ausstehend                              | noch ausstehend                              | noch ausstehend                              | noch ausstehend                              | noch ausstehend                              | noch ausstehend                              |

### Asienspiele
Bei den Asienspielen stand Rugby Union 1998 und 2002 auf dem Programm (seitdem die Siebener-Variante).
- 1998: Goldmedaille
- 2002: Goldmedaille

### Asienmeisterschaften
Südkorea nimmt seit 1969 an der jährlich ausgetragenen Asienmeisterschaft teil und gewann seitdem fünf Turniere.
- Turniersiege (5): 1982, 1986, 1988, 1990, 2002

### Weitere Test Matches
Aufgrund der späten Etablierung unternahm Südkorea während der Amateurära kaum Touren nach alter Tradition, da sie um das Jahr 2000 zum Erliegen kamen. Heute stehen für Test Matches gegen Teams der südlichen Hemisphäre jedes Jahr zwei Zeitfenster zur Verfügung: Die Mid-year Internationals im Juni und die End-of-year Internationals im November. Im Gegensatz zu den meisten anderen Rugbynationen spielt Südkorea dabei jedoch um keine Trophäen gegen seine Gegner.

## Spieler

### Aktueller Kader
Die folgenden Spieler bildeten den Kader während der Asia Rugby Championship 2025:
| Spieler          | Position         | Verein           | Länderspiele |
| ---------------- | ---------------- | ---------------- | ------------ |
| Lee Geon         | Gedrängehalb     | KEPCO            | 05           |
| Chae Min-seong   | Gedrängehalb     | Posco            | 03           |
| Kim Ki-min       | Verbinder        | Hyundai Glovis   | 01           |
| Kim Nam-uk       | Innendreiviertel | KEPCO            | 27           |
| Lee Jin-kyu      | Innendreiviertel | Hyundai Glovis   | 03           |
| Kim Won-ju       | Innendreiviertel | Korea University | 0            |
| Jeong Yeon-sik   | Außendreiviertel | Hyundai Glovis   | 18           |
| Jang Jeong-min   | Außendreiviertel | KEPCO            | 13           |
| Chang Yong-heung | Außendreiviertel | KEPCO            | 12           |
| Jang Hyun-goo    | Außendreiviertel | Sangmu           | 01           |

| Spieler          | Position             | Verein         | Länderspiele |
| ---------------- | -------------------- | -------------- | ------------ |
| Kim Jeep         | Hakler               | KEPCO          | 18           |
| Hwang In-bum     | Hakler               | Posco          | 01           |
| Na Kwan-young    | Pfeiler              | KEPCO          | 23           |
| Choi Ho-young    | Pfeiler              | Sangmu         | 08           |
| Kang Soon-hyuck  | Pfeiler              | Posco          | 09           |
| Lee Hyun-soo     | Pfeiler              | KEPCO          | 07           |
| Jang Seok-hwan   | Zweite-Reihe-Stürmer | KEPCO          | 09           |
| Yang Dae-young   | Zweite-Reihe-Stürmer | Hyundai Glovis | 07           |
| Noh Ok-gi        | Flügelstürmer        | KEPCO          | 07           |
| Choi Seong-deok  | Flügelstürmer        | KEPCO          | 06           |
| Hwang Jeong-wook | Flügelstürmer        | Hyundai Glovis | 04           |
| Lee Hyeon-je     | Flügelstürmer        | Hyundai Glovis | 03           |
| Park Jun-yung    | Flügelstürmer        | KEPCO          | 02           |

### Bekannte Spieler
Bisher wurde noch kein südkoreanischer Spieler in die World Rugby Hall of Fame aufgenommen.

### Spielerstatistiken
Nachfolgend sind die wichtigsten Statistiken aufgelistet, die Spieler Südkoreas betreffen. Die mit * markierten Spieler sind noch aktiv und können sich weiter verbessern.
(Stand: Juli 2025)
| Rang | Name            | Zeitraum  | Spiele |
| ---- | --------------- | --------- | ------ |
| 01   | Kim Sung-soo    | 2005–2017 | 19     |
| 02   | Oh Youn-hyung   | 2003–2018 | 17     |
| 03   | Yang Young-hun  | 2003–2014 | 14     |
| 04   | Yoo Min-suk     | 1996–2004 | 14     |
| 05   | Woo Youn-kwon   | 2005–2016 | 13     |
| 06   | Kang Dong-ho    | 1994–2002 | 13     |
| 07   | Park Jin-bae    | 1996–2002 | 12     |
| 08   | Lee Kwang-moon  | 2003–2014 | 12     |
| 09   | Kim Dong-sun    | 1996–2004 | 12     |
| 10   | Kwan Chul-woong | 1996–2006 | 10     |

| Rang | Name            | Zeitraum  | Punkte |
| ---- | --------------- | --------- | ------ |
| 01   | Oh Youn-hyung   | 2003–2018 | 98     |
| 02   | Kim Jae-sung    | 1998–2002 | 77     |
| 03   | Lee Jin-wook    | 1998–2002 | 65     |
| 04   | Kim Hyung-ki    | 1998–2005 | 45     |
| 05   | Shin Chang-kyu  | 1986–1990 | 29     |
| 06   | Jang Seong-min  | 2012–2019 | 25     |
| 07   | Yong Hwan-myung | 1994–2002 | 25     |
| 08   | Bin Je-gal      | 2012–2016 | 20     |
| 09   | Hong Jun-ki     | 2008–2008 | 20     |
| 10   | Kim Sung-soo    | 2005–2017 | 20     |

| Rang | Name                                 | Zeitraum                             | Versuche                             |
| ---- | ------------------------------------ | ------------------------------------ | ------------------------------------ |
| 01   | Lee Jin-wook                         | 1998–2002                            | 13                                   |
| 02   | Kim Hyung-ki                         | 1998–2005                            | 09                                   |
| 03   | Jang Seong-min                       | 2012–2019                            | 05                                   |
| 04   | Park Jin-bae                         | 1996–2002                            | 04                                   |
| 05   | Kim Yeon-ki                          | 1988–1994                            | 03                                   |
| 06   | Park Chang-min                       | 2000–2007                            | 03                                   |
| 07   | Kim Young-choon                      | 1988–1996                            | 02                                   |
| 08   | Kim Keun-hyun                        | 2003–2013                            | 02                                   |
| 09   | Woo Tae-il                           | 1998–2002                            | 02                                   |
| 10   | Mehrere Spieler mit je einem Versuch | Mehrere Spieler mit je einem Versuch | Mehrere Spieler mit je einem Versuch |

## Trainer
Folgende Personen waren Trainer der südkoreanischen Nationalmannschaft:
| Name                          | Jahre              |
| ----------------------------- | ------------------ |
| Seo Chun-oh                   | 2004               |
| Cho Sung-chul                 | 2005               |
| Kim Do-hyun                   | 2006               |
| Song No-il                    | April 2006         |
| Moon Young-chan               | 2006–2007          |
| Chung Hyung-suk & Seo Chun-oh | November 2006–2007 |
| Choi Chang-ryul               | seit April 2018    |